# Pedro Herrera Camarero
Pedro Herrera Camarero (Valladolid, 18 de gener de 1909 - Buenos Aires, 28 d'octubre de 1969) fou un anarcosindicalista espanyol. Treballador ferroviari, fou militant de la CNT i de la FAI.
Amic de Diego Abad de Santillán i Jacinto Torhyo, el 1927 es va establir a Barcelona, on va ser un dels principals líders de la Federación Anarquista Ibérica. Com a representant de la FAI signà els pactes d'unitat d'acció UGT-CNT-PSUC-FAI a Barcelona l'11 d'agost de 1936 i 22 d'octubre de 1936. Fou conseller de Sanitat i Assistència Social de la Generalitat de Catalunya des del 16 de desembre de 1936 al 3 d'abril de 1937 com a representant la CNT. Va donar suport a les tesis de Marià Rodríguez i Vázquez fins que aquest va donar suport al govern de Juan Negrín el 1938.
En acabar la guerra civil espanyola s'exilià a Perpinyà, on va romandre un temps confinat als camps de concentració de Vernet i Djelfa. Fou membre del consell general del Moviment Llibertari Espanyol i l'abril del 1947 fou nomenat secretari general de la CNT a l'exili. Durant el govern Negrín va liderar el corrent crític de la FAI enfront del col·laboracionisme de la CNT amb el govern. Cap al 1950 marxà a Río de Janeiro i després a Argentina, on va publicar llibres i edità la revista Resurgir. Amb els anys s'aproximà a postures reformistes i hom afirma que donà suport al cincpuntisme sense abandonar, però, la CNT.

## Obres
- La AIT (1946) amb José Pérez Burgos